# Sportjahr 2021
Liste der Sportjahre

◄◄ | ◄ | 2017 | 2018 | 2019 | 2020 | Sportjahr 2021 | 2022 | 2023 | 2024 | 2025

Weitere Ereignisse   · Olympische Spiele

## American Football
- 7. Februar: Die Tampa Bay Buccaneers gewinnen Super Bowl LV in Tampa, Florida, gegen die Kansas City Chiefs mit 31:9.
- 31. Juli: Die Swarco Raiders Tirol gewinnen Austrian Bowl XXXVI gegen die Dacia Vikings Vienna mit 35:14.
- 26. September: Die Frankfurt Galaxy gewinnen das Championship Game in der European League of Football gegen die Hamburg Sea Devils mit 32:30.
- 9. Oktober: Die Dresden Monarchs gewinnen German Bowl XLII im Deutsche Bank Park, Frankfurt am Main, gegen die Schwäbisch Hall Unicorns mit 28:19.

## Badminton
Höhepunkte des Badmintonjahres 2021 waren die Olympischen Spiele, der Sudirman Cup und die Weltmeisterschaften. Auch das Jahr 2021 war durch Absagen aufgrund der COVID-19-Pandemie geprägt.

### BWF World Tour 1000, 750, 500 und 300
| Veranstaltung         | Report            | Herreneinzel      | Dameneinzel           | Herrendoppel                                   | Damendoppel                                   | Mixed                                          |
| World Tour Finals     | World Tour Finals | World Tour Finals | World Tour Finals     | World Tour Finals                              | World Tour Finals                             | World Tour Finals                              |
| --------------------- | ----------------- | ----------------- | --------------------- | ---------------------------------------------- | --------------------------------------------- | ---------------------------------------------- |
| BWF World Tour Finals | Report            | Viktor Axelsen    | An Se-young           | Takuro Hoki Yugo Kobayashi                     | Kim So-young Kong Hee-yong                    | Dechapol Puavaranukroh Sapsiree Taerattanachai |
| Super 1000            |                   |                   |                       |                                                |                                               |                                                |
| All England           | Report            | Lee Zii Jia       | Nozomi Okuhara        | Hiroyuki Endo Yuta Watanabe                    | Mayu Matsumoto Wakana Nagahara                | Yuta Watanabe Arisa Higashino                  |
| China Open            | -                 | abgesagt          | abgesagt              | abgesagt                                       | abgesagt                                      | abgesagt                                       |
| Denmark Open          | Report            | Viktor Axelsen    | Akane Yamaguchi       | Takuro Hoki Yugo Kobayashi                     | Huang Dongping Zheng Yu                       | Yuta Watanabe Arisa Higashino                  |
| Indonesia Open        | Report            | Viktor Axelsen    | An Se-young           | Markus Fernaldi Gideon Kevin Sanjaya Sukamuljo | Nami Matsuyama Chiharu Shida                  | Dechapol Puavaranukroh Sapsiree Taerattanachai |
| Super 750             |                   |                   |                       |                                                |                                               |                                                |
| Malaysia Open         | -                 | abgesagt          | abgesagt              | abgesagt                                       | abgesagt                                      | abgesagt                                       |
| Japan Open            | -                 | abgesagt          | abgesagt              | abgesagt                                       | abgesagt                                      | abgesagt                                       |
| French Open           | Report            | Kanta Tsuneyama   | Akane Yamaguchi       | Ko Sung-hyun Shin Baek-cheol                   | Lee So-hee Shin Seung-chan                    | Yuta Watanabe Arisa Higashino                  |
| Fuzhou China Open     | -                 | abgesagt          | abgesagt              | abgesagt                                       | abgesagt                                      | abgesagt                                       |
| Indonesian Masters    | Report            | Kento Momota      | An Se-young           | Takuro Hoki Yugo Kobayashi                     | Nami Matsuyama Chiharu Shida                  | Dechapol Puavaranukroh Sapsiree Taerattanachai |
| Super 500             |                   |                   |                       |                                                |                                               |                                                |
| Malaysia Masters      | -                 | abgesagt          | abgesagt              | abgesagt                                       | abgesagt                                      | abgesagt                                       |
| India Open            | -                 | abgesagt          | abgesagt              | abgesagt                                       | abgesagt                                      | abgesagt                                       |
| Singapore Open        | -                 | abgesagt          | abgesagt              | abgesagt                                       | abgesagt                                      | abgesagt                                       |
| Thailand Open         | -                 | abgesagt          | abgesagt              | abgesagt                                       | abgesagt                                      | abgesagt                                       |
| Korea Open            | -                 | abgesagt          | abgesagt              | abgesagt                                       | abgesagt                                      | abgesagt                                       |
| Hylo Open             | Report            | Loh Kean Yew      | Busanan Ongbumrungpan | Markus Fernaldi Gideon Kevin Sanjaya Sukamuljo | Chisato Hoshi Aoi Matsuda                     | Dechapol Puavaranukroh Sapsiree Taerattanachai |
| Hong Kong Open        | -                 | abgesagt          | abgesagt              | abgesagt                                       | abgesagt                                      | abgesagt                                       |
| Super 300             |                   |                   |                       |                                                |                                               |                                                |
| Thailand Masters      |                   | abgesagt          | abgesagt              | abgesagt                                       | abgesagt                                      | abgesagt                                       |
| Swiss Open            | Report            | Viktor Axelsen    | Carolina Marín        | Kim Astrup Anders Skaarup Rasmussen            | Pearly Tan Thinaah Muralitharan               | Thom Gicquel Delphine Delrue                   |
| German Open           | -                 | abgesagt          | abgesagt              | abgesagt                                       | abgesagt                                      | abgesagt                                       |
| New Zealand Open      | -                 | abgesagt          | abgesagt              | abgesagt                                       | abgesagt                                      | abgesagt                                       |
| Australian Open       | -                 | abgesagt          | abgesagt              | abgesagt                                       | abgesagt                                      | abgesagt                                       |
| Spain Masters         | Report            | Toma Junior Popov | Putri Kusuma Wardani  | Pramudya Kusumawardana Yeremia Rambitan        | Yulfira Barkah Febby Valencia Dwijayanti Gani | Rinov Rivaldy Pitha Haningtyas Mentari         |

## Biathlon
- 12. bis 23. Februar: Biathlon-Weltmeisterschaften 2021 in Pokljuka (Slowenien)

## Bob- und Skeleton
- 18. Februar bis 1. März: Bob- und Skeleton-Weltmeisterschaften 2021 in Altenberg (Deutschland)

## Cricket
- 23. Juni: Neuseeland gewinnt das Finale der ersten ICC World Test Championship gegen Indien mit acht Wickets.
- 17. Oktober bis 14. November: ICC Men’s T20 World Cup 2021 in Oman und den Vereinigten Arabischen Emiraten. Australien war bei der siebenten Auflage des Wettbewerbs zum ersten Mal erfolgreich.

## Fußball

### Höhepunkte im europäischen Vereinsfußball
- 18. Mai: Finale der UEFA Women’s Champions League 2020/21 in Göteborg (Schweden)
- 29. Mai: Finale der UEFA Europa League 2020/21 in Danzig (Polen)
- 1. Juni: Finale der UEFA Champions League 2020/21 in Porto (Portugal)

## Gestorben

### Januar

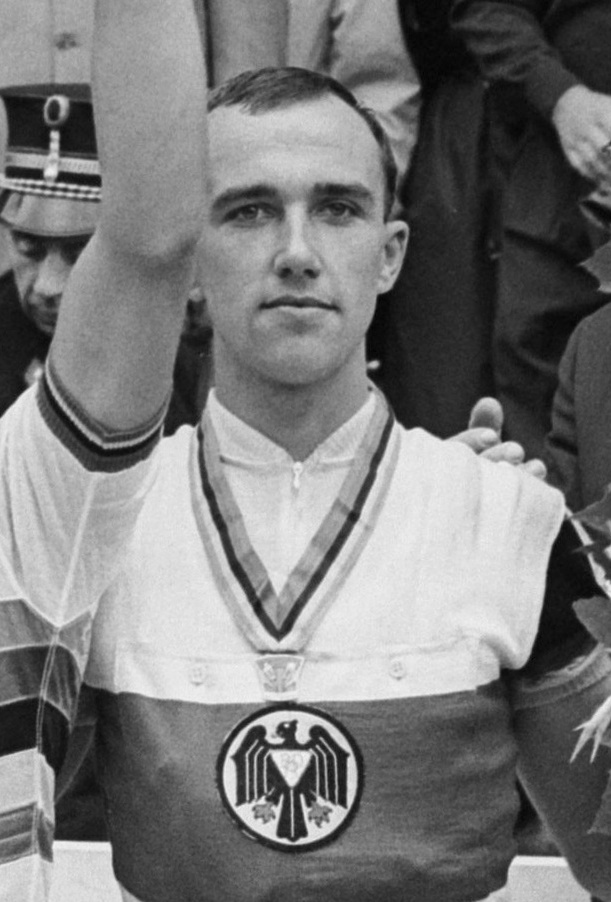
Winfried Bölke (1963)

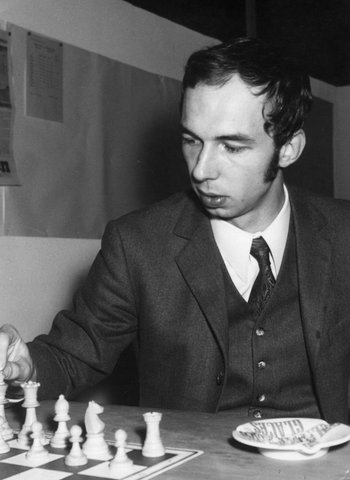
Lubomir Kavalek (1968)

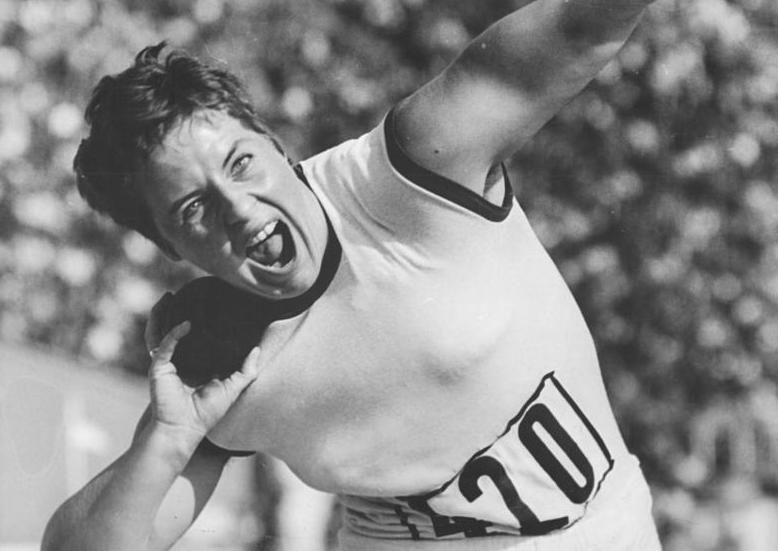
Margitta Gummel (1971)

- 01. Januar: Floyd Little, US-amerikanischer American-Football-Spieler (* 1942)
- 02. Januar: Burghard Deleroi, deutscher Fußballspieler (* 1961)
- 02. Januar: Paul Westphal, US-amerikanischer Basketballspieler und -trainer (* 1950)
- 03. Januar: Roger Hassenforder, französischer Radrennfahrer (* 1930)
- 04. Januar: Jonas Neubauer, US-amerikanischer E-Sportler (* 1981)
- 05. Januar: Arnim Basche, deutscher Sportjournalist und Moderator (* 1934)
- 05. Januar: Colin Bell, englischer Fußballspieler (* 1946)
- 05. Januar: Karl Gamma, Schweizer Skirennläufer und Sportfunktionär (* 1927)
- 06. Januar: Noëlle Ailloud, französische Badmintonspielerin (* 1932)
- 07. Januar: Wolodymyr Kysseljow, sowjetischer Leichtathlet (* 1957)
- 07. Januar: György Vörös, ungarischer Badmintonspieler (* 1959)
- 08. Januar: Květa Eretová, tschechische Schachspielerin (* 1926)
- 08. Januar: Otto Geisert, deutscher Fußballspieler (* 1939)
- 10. Januar: Hubert Auriol, französischer Motocross- und Rallyefahrer (* 1952)
- 11. Januar: Dawit Chachaleischwili, sowjetischer bzw. georgischer Judoka (* 1971)
- 11. Januar: Kathleen Heddle, kanadische Ruderin (* 1965)
- 11. Januar: Paul Kölliker, Schweizer Ruderer (* 1932)
- 12. Januar: Werner Lungwitz, deutscher Fußballspieler (* 1942)
- 12. Januar: Bernhard Vossebein, deutscher Tischtennisspieler (* 1925)
- 13. Januar: Bernd Kannenberg, deutscher Leichtathlet und Olympiasieger (* 1942)
- 13. Januar: Joël Robert, belgischer Motocross-Rennfahrer (* 1943)
- 14. Januar: Yrjö Rantanen, finnischer Schachspieler (* 1950)
- 14. Januar: Jan de Vries, niederländischer Motorradrennfahrer (* 1944)
- 15. Januar: Gildardo García, kolumbianischer Schachspieler (* 1954)
- 18. Januar: Lubomir Kavalek, tschechoslowakisch-US-amerikanischer Schachspieler (* 1943)
- 19. Januar: Gustavo Peña, mexikanischer Fußballspieler (* 1941)
- 21. Januar: Harry Gallagher, australischer Schwimmtrainer (* 1924)
- 22. Januar: Hank Aaron, US-amerikanischer Baseballspieler (* 1934)
- 23. Januar: Lothar Metz, deutscher Ringer (* 1939)
- 24. Januar: Chief Armstrong, kanadischer Eishockeyspieler (* 1930)
- 26. Januar: Winfried Bölke, deutscher Radrennfahrer (* 1941)
- 26. Januar: Margitta Gummel, deutsche Leichtathletin (* 1941)
- 26. Januar: Jozef Vengloš, slowakischer Fußballspieler und -trainer (* 1936)
- 27. Januar: Gert Blomé, schwedischer Eishockeyspieler (* 1934)
- 27. Januar: Helga Erny, deutsche Leichtathletin (* 1931)
- 27. Januar: Mehrdad Minavand, iranischer Fußballspieler (* 1975)
- 30. Januar: Tamara Rylowa, sowjetische Eisschnellläuferin (* 1931)
- 31. Januar: Alejandro Gómez, spanischer Langstreckenläufer (* 1967)
- 31. Januar: Lothar Meister I, deutscher Radsportler (* 1931)
- 31. Januar: Justo Tejada, spanischer Fußballspieler (* 1933)

### Februar

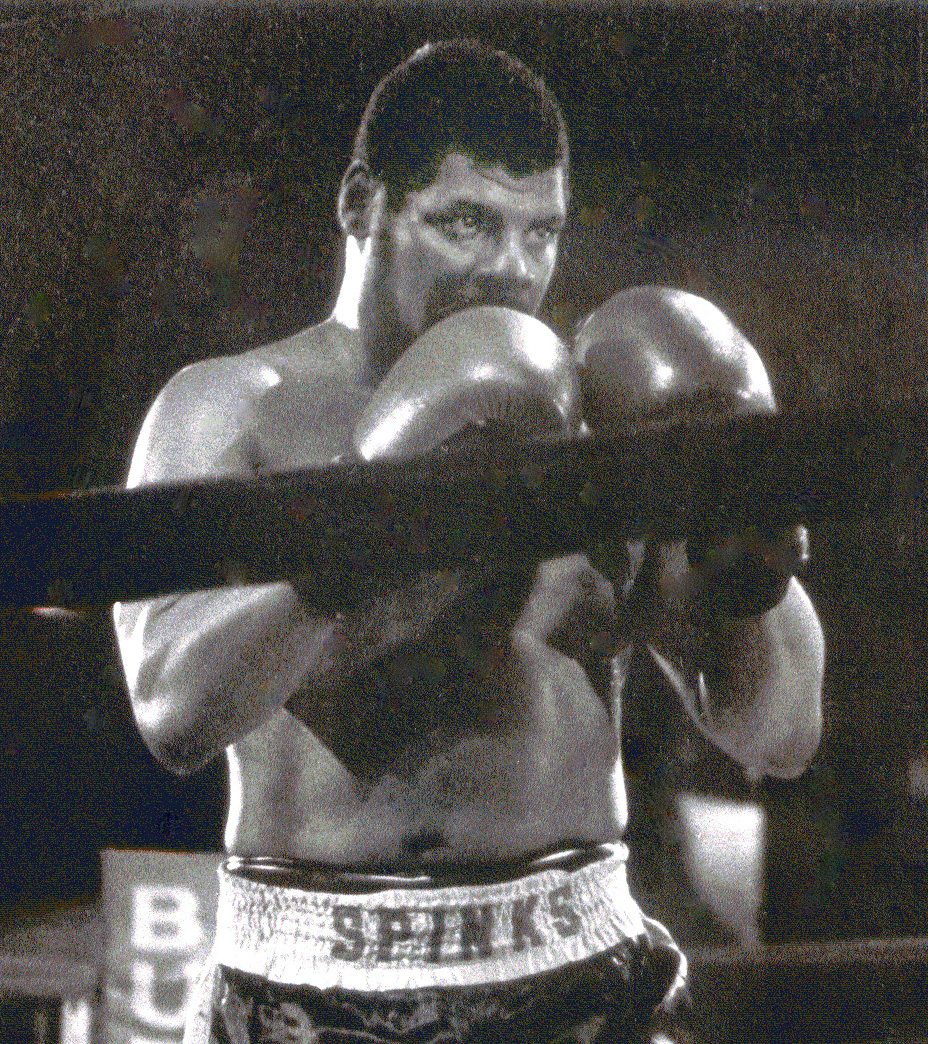
Leon Spinks (1995)

- 01. Februar: Ryszard Szurkowski, polnischer Radrennfahrer (* 1946)
- 03. Februar: Walter Saria, österreichischer Fußballspieler (* 1955)
- 03. Februar: Tony Trabert, US-amerikanischer Tennisspieler (* 1930)
- 05. Februar: Josef Benz, Schweizer Bobsportler und Rennrodelfunktionär (* 1944)
- 05. Februar: Leon Spinks, US-amerikanischer Boxer (* 1953)
- 06. Februar: Burwell Jones, US-amerikanischer Schwimmer (* 1933)
- 07. Februar: Ralph Backstrom, kanadischer Eishockeyspieler und -trainer (* 1937)
- 07. Februar: Leslie Laing, jamaikanischer Leichtathlet (* 1925)
- 08. Februar: Jeff Geiger, kanadisch-österreichischer Eishockeyspieler (* 1957)
- 08. Februar: Marty Schottenheimer, US-amerikanischer American-Football-Spieler und -Trainer (* 1943)
- 08. Februar: Els Vader, niederländische Leichtathletin (* 1959)

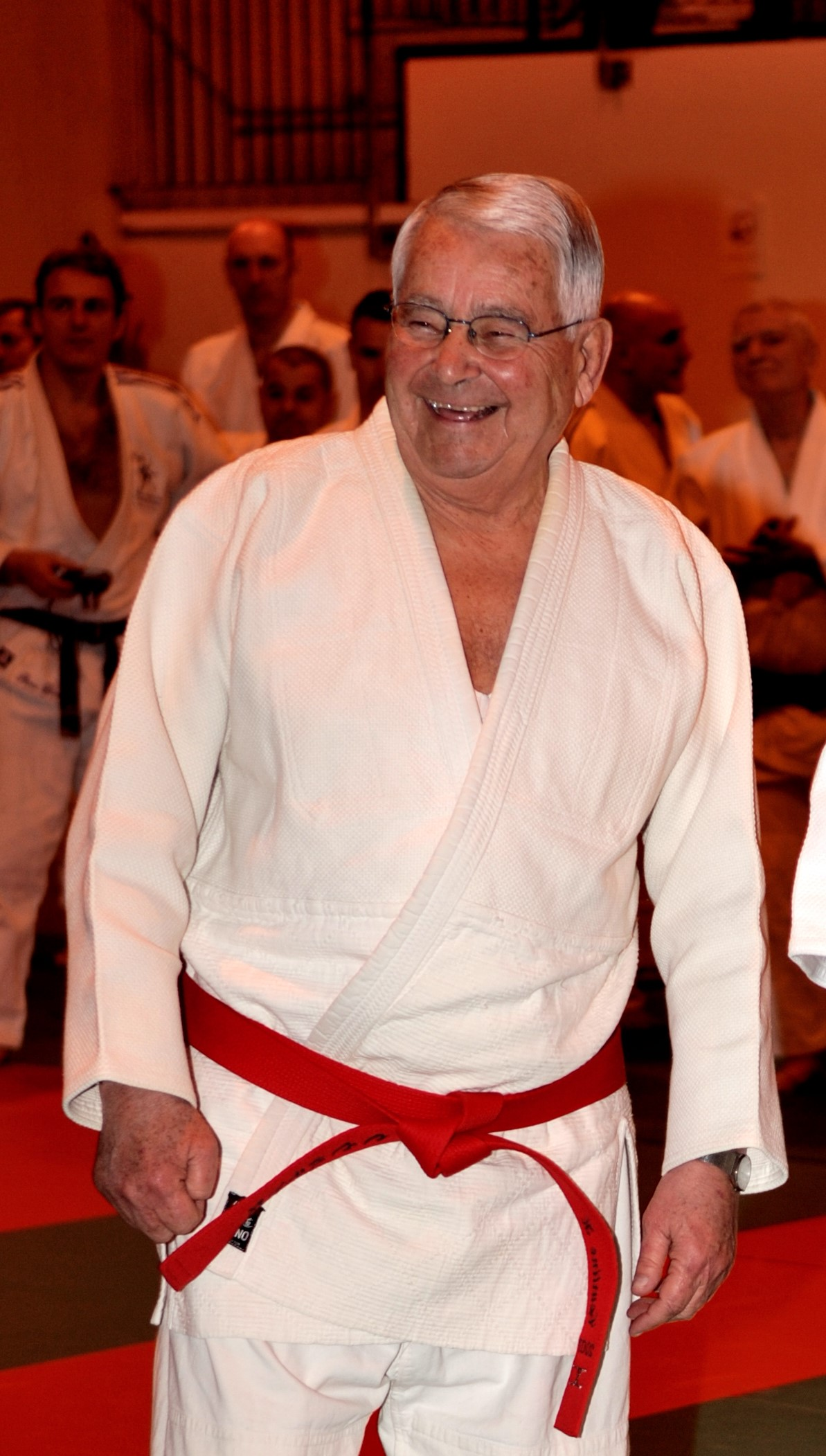
Henri Courtine (2008)

- 11. Februar: Tom Schneeman, US-amerikanischer Basketballtrainer (* 1942)
- 13. Februar: Inger Bjørnbakken, norwegische Skirennläuferin (* 1933)
- 13. Februar: John Harris, britischer Autorennfahrer (* 1938)
- 13. Februar: Juri Wlassow, sowjetischer Gewichtheber (* 1935)
- 14. Februar: Doug Mountjoy, walisischer Snookerspieler (* 1942)
- 15. Februar: Leopoldo Luque, argentinischer Fußballspieler (* 1949)
- 15. Februar: Eva Maria Pracht, deutsch-kanadische Dressurreiterin (* 1937)
- 17. Februar: Özcan Arkoç, türkischer Fußballspieler und -trainer (* 1939)
- 17. Februar: Gianluigi Saccaro, italienischer Fechter (* 1938)
- 19. Februar: Adolf Mathis, Schweizer Skirennläufer (* 1938)
- 20. Februar: Henri Courtine, französischer Judoka (* 1930)
- 20. Februar: Nicola Tempesta, italienischer Judoka (* 1935)
- 21. Februar: Arthur Cook, US-amerikanischer Sportschütze (* 1928)
- 21. Februar: André Dufraisse, französischer Radsportler (* 1926)
- 21. Februar: Zlatan Saračević, kroatischer Handballspieler und -trainer (* 1961)
- 22. Februar: Aleksander Doba, polnischer Kajakfahrer (* 1946)
- 23. Februar: Fausto Gresini, italienischer Motorradrennfahrer (* 1961)
- 23. Februar: Tormod Knutsen, norwegischer Nordischer Kombinierer (* 1932)
- 25. Februar: Hannu Mikkola, finnischer Rallyefahrer (* 1942)
- 26. Februar: Rosmarie Bleuer, Schweizer Skirennfahrerin (* 1926)
- 26. Februar: Alexander Klepikow, sowjetischer bzw. russischer Ruderer (* 1950)

### März

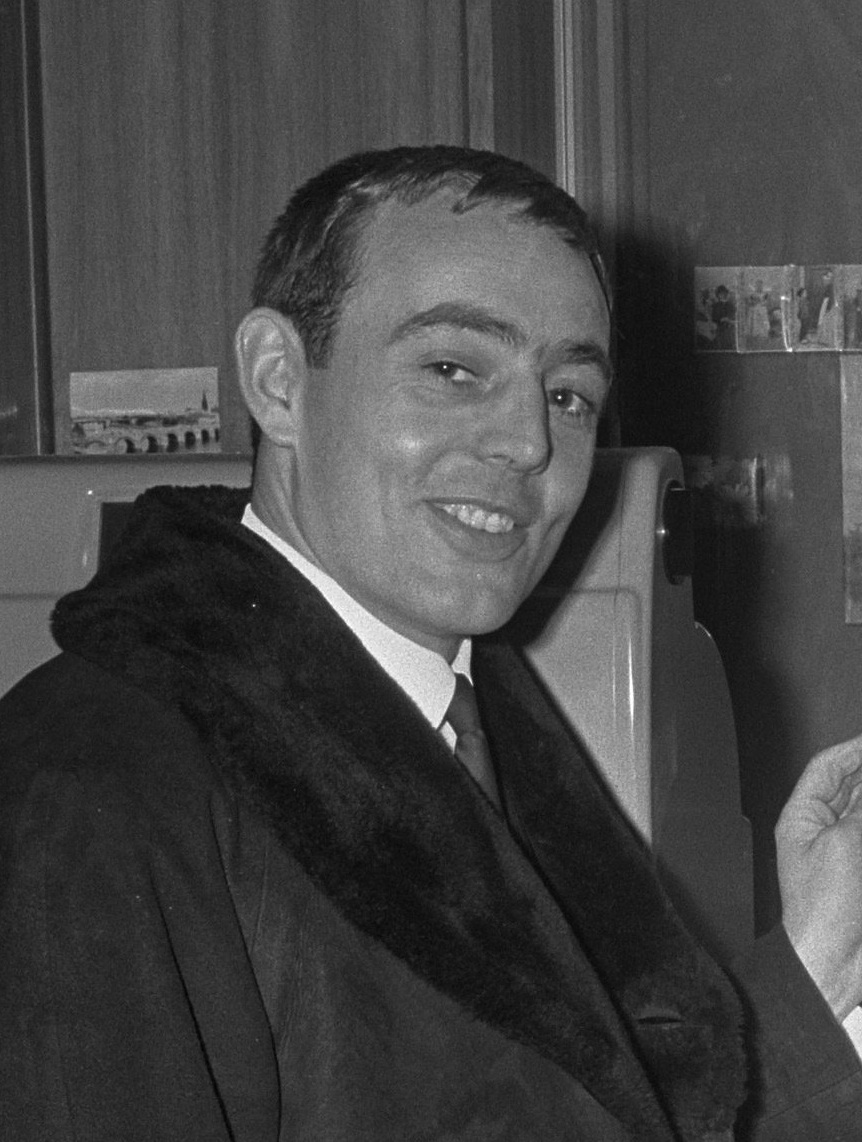
Ian St. John (1966)

- 01. März: Zlatko Kranjčar, jugoslawischer bzw. kroatischer Fußballspieler und -trainer (* 1956)
- 01. März: Ian St. John, schottischer Fußballspieler und -trainer (* 1938)
- 02. März: Peter Grosser, deutscher Fußballspieler und -trainer (* 1938)
- 04. März: Mark Pavelich, US-amerikanischer Eishockeyspieler (* 1958)
- 05. März: Janet Sawbridge, britische Eiskunstläuferin (* 1947)
- 08. März: Norbert Dill, deutscher Rhönradturner (* 1938)
- 10. März: Henryk Rozmiarek, polnischer Handballspieler (* 1949)
- 11. März: Petar Fajfrić, jugoslawischer bzw. serbischer Handballspieler und -trainer (* 1942)
- 12. März: Jürgen Gerlach, deutscher Handballtrainer (* 1946)
- 12. März: Ivo Trumbić, jugoslawischer Wasserballspieler (* 1935)
- 13. März: Marvelous Marvin Hagler, US-amerikanischer Boxer (* 1954)
- 13. März: Murray Walker, britischer Motorsportkommentator (* 1923)
- 14. März: Ray Cullen, kanadischer Eishockeyspieler (* 1941)
- 14. März: Helena Fuchsová, tschechische Leichtathletin (* 1965)
- 16. März: Sabine Schmitz, deutsche Rennfahrerin und Moderatorin (* 1969)  Sabine Schmitz (2007)

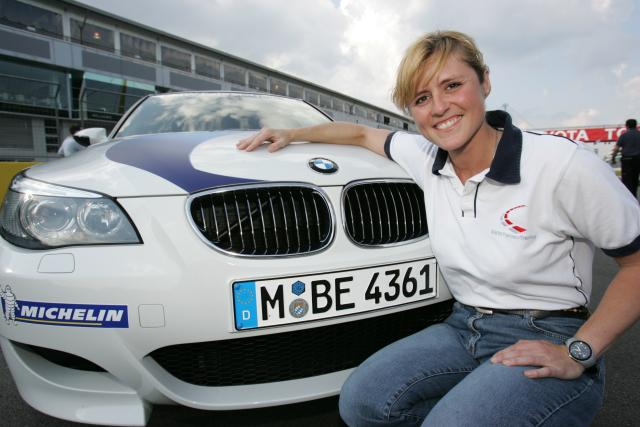
Sabine Schmitz (2007)

- 20. März: Peter Lorimer, schottischer Fußballspieler (* 1946)
- 22. März: Elgin Baylor, US-amerikanischer Basketballspieler (* 1934)
- 22. März: Johnny Dumfries, britischer Automobilrennfahrer (* 1958)
- 23. März: Julie Pomagalski, französische Snowboarderin (* 1980)
- 24. März: Toshihiko Koga, japanischer Judoka (* 1967)
- 24. März: Hans Müller-Deck, deutscher Judoka und Sportwissenschaftler (* 1936)
- 26. März: Ursula Happe, deutsche Schwimmerin (* 1926)
- 26. März: Jürgen Sobieray, deutscher Fußballspieler (* 1950)
- 28. März: Bobby Schmautz, kanadischer Eishockeyspieler (* 1945)
- 29. März: Ferdinand Schladen, deutscher Leichtathlet (* 1939)
- 31. März: Erwin Piechowiak, deutscher Fußballspieler (* 1936)

### April
- 01. April: Hans-Dieter Tippenhauer, deutscher Fußballtrainer und -manager (* 1943)
- 06. April: Chuck Darling, US-amerikanischer Basketballspieler (* 1930)
- 07. April: Manfred Buder, deutscher Eishockeyspieler (* 1936)
- 07. April: Antal Kiss, ungarischer Geher (* 1935)
- 07. April: Wiktor Kurenzow, sowjetischer Gewichtheber (* 1941)
- 08. April: Ekkehard Fasser, Schweizer Bobfahrer (* 1952)   Ekkehard Fasser (1988)

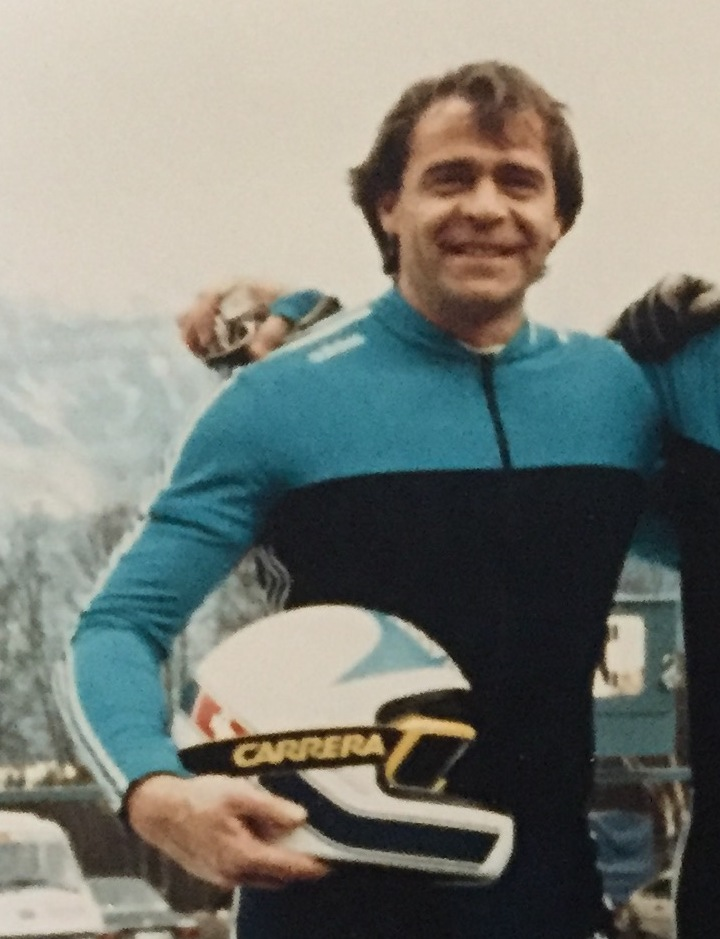
Ekkehard Fasser (1988)

- 08. April: Conn Findlay, US-amerikanischer Ruderer (* 1930)
- 08. April: Diána Igaly, ungarische Sportschützin (* 1965)
- 08. April: Horst Trimhold, deutscher Fußballspieler (* 1941)
- 10. April: Imre Simkó, ungarischer Sportschütze (* 1939)
- 13. April: Ruth Roberta de Souza, brasilianische Basketballspielerin (* 1968)
- 16. April: Sergei Nowikow, sowjetischer Judoka (* 1949)
- 17. April: Gert Metz, deutscher Leichtathlet (* 1942)
- 18. April: Frank McCabe, US-amerikanischer Basketballspieler (* 1927)
- 19. April: Willy van der Kuijlen, niederländischer Fußballspieler (* 1946)
- 19. April: Wera Lantratowa, sowjetische Volleyballspielerin (* 1947)
- 19. April: Wiktor Schuwalow, sowjetischer bzw. russischer Eishockeyspieler und -trainer (* 1923)
- 21. April: Håkon Brusveen, norwegischer Skilangläufer (* 1927)
- 24. April: Sarolta Monspart, ungarische Marathon- und Orientierungsläuferin (* 1944)
- 25. April: John Konrads, australischer Schwimmer (* 1942)
- 26. April: Tamara Press, sowjetische Kugelstoßerin und Diskuswerferin (* 1937)
- 27. April: Miroslav Fryčer, tschechischer Eishockeyspieler und -trainer (* 1959)
- 29. April: Filippo Mondelli, italienischer Ruderer (* 1994)

### Mai

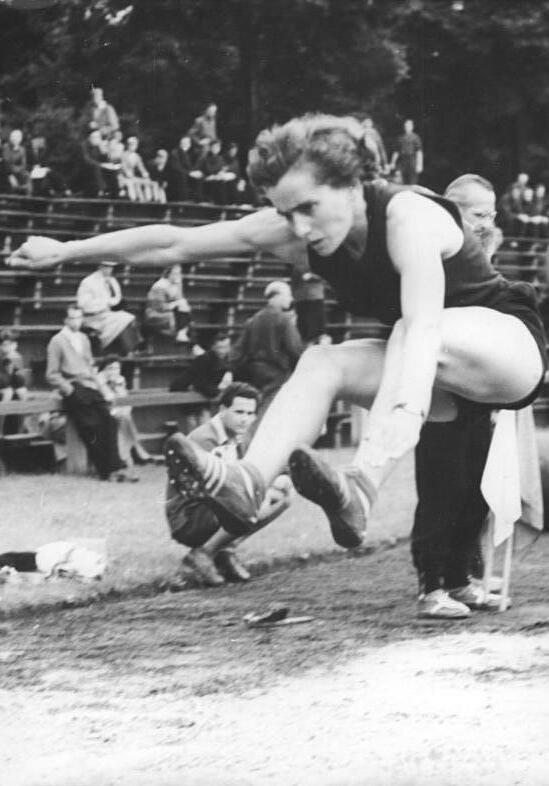
Christa Stubnick (1956)

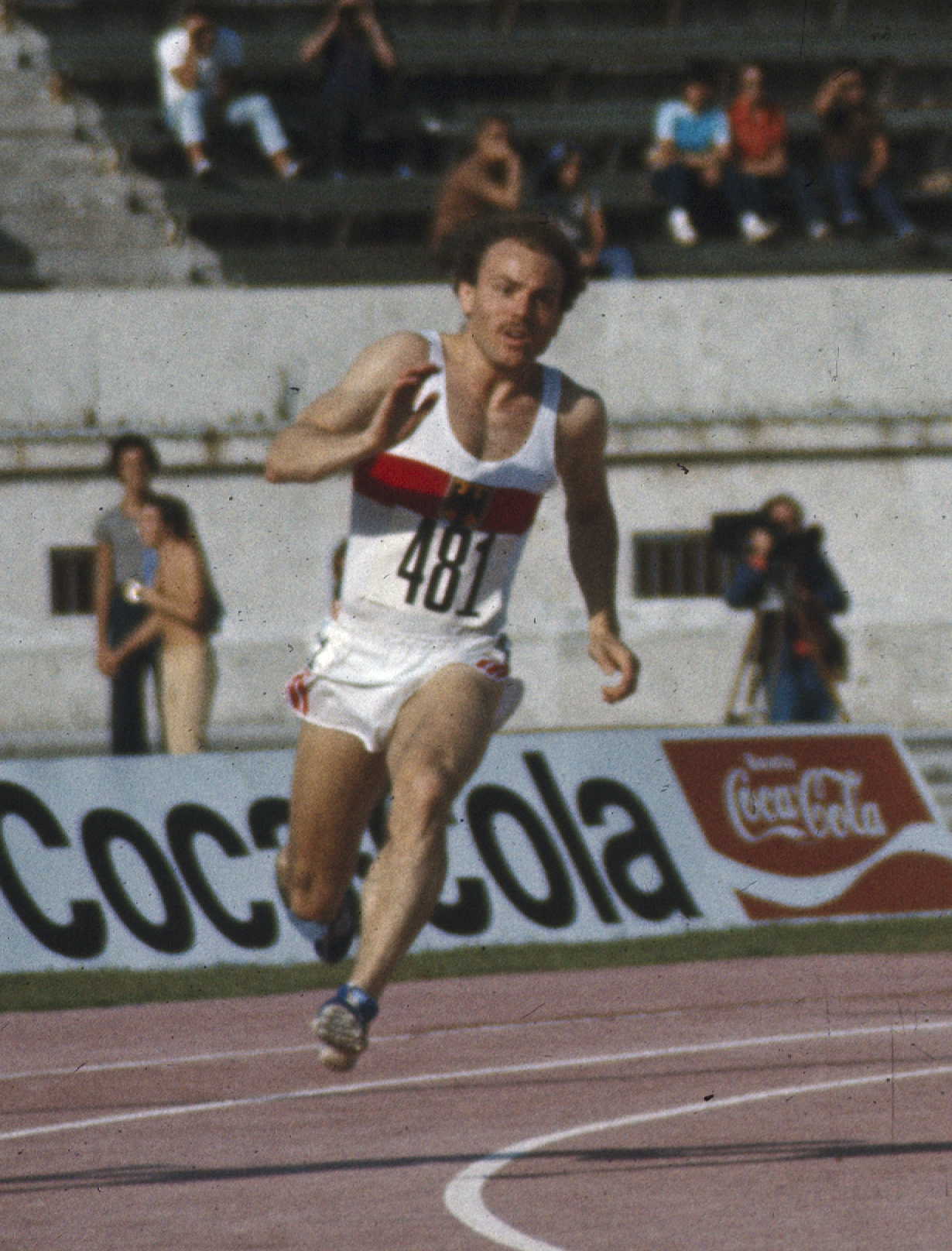
Manfred Ommer (1974)

- 02. Mai: Bobby Unser, US-amerikanischer Automobilrennfahrer (* 1934)
- 05. Mai: Jurij Hawrylow, ukrainischer Handballspieler (* 1967)
- 05. Mai: Heorhij Prokopenko, sowjetischer Schwimmer (* 1937)
- 06. Mai: Daniele Cioni, italienischer Sportschütze (* 1959)
- 06. Mai: Fritz Dirscherl, deutscher Ringer (* 1932)
- 06. Mai: Christophe Revault, französischer Fußballspieler und -trainer (* 1972)
- 08. Mai: Georgi Dimitrow, bulgarischer Fußballspieler (* 1959)
- 08. Mai: Maharaj Krishan Kaushik, indischer Hockeyspieler und -trainer (* 1955)
- 08. Mai: Ravinder Pal Singh, indischer Hockeyspieler (* 1960)
- 09. Mai: Wilfried Peffgen, deutscher Radrennfahrer (* 1942)
- 13. Mai: Wildor Hollmann, deutscher Sportmediziner (* 1925)
- 13. Mai: Christa Stubnick, deutsche Leichtathletin (* 1933)
- 14. Mai: New Jack, US-amerikanischer Wrestler (* 1963)
- 15. Mai: Werner Kik, deutscher Fußballspieler (* 1939)
- 17. Mai: Ilse Bechthold, deutsche Leichtathletikfunktionärin (* 1927)
- 19. Mai: Lee Evans, US-amerikanischer Leichtathlet (* 1947)
- 19. Mai: Guillermo Sepúlveda, mexikanischer Fußballspieler (* 1934)
- 20. Mai: Sándor Puhl, ungarischer Fußballschiedsrichter (* 1955)
- 21. Mai: Manfred Ommer, deutscher Leichtathlet (* 1950)
- 22. Mai: Robert Marchand, französischer Radsportler (* 1911)
- 23. Mai: Max Mosley, britischer Sportfunktionär (* 1940)
- 26. Mai: Tarcisio Burgnich, italienischer Fußballspieler und -trainer (* 1939)
- 26. Mai: Tarcisio Burgnich, italienischer Fußballspieler und -trainer (* 1939)
- 26. Mai: Murray Dowey, kanadischer Eishockeyspieler (* 1926)
- 27. Mai: Edi Finger junior, österreichischer Sportjournalist (* 1949)
- 28. Mai: Mark Eaton, US-amerikanischer Basketballspieler (* 1957)
- 30. Mai: Jason Dupasquier, Schweizer Motorradrennfahrer (* 2001)

### Juni

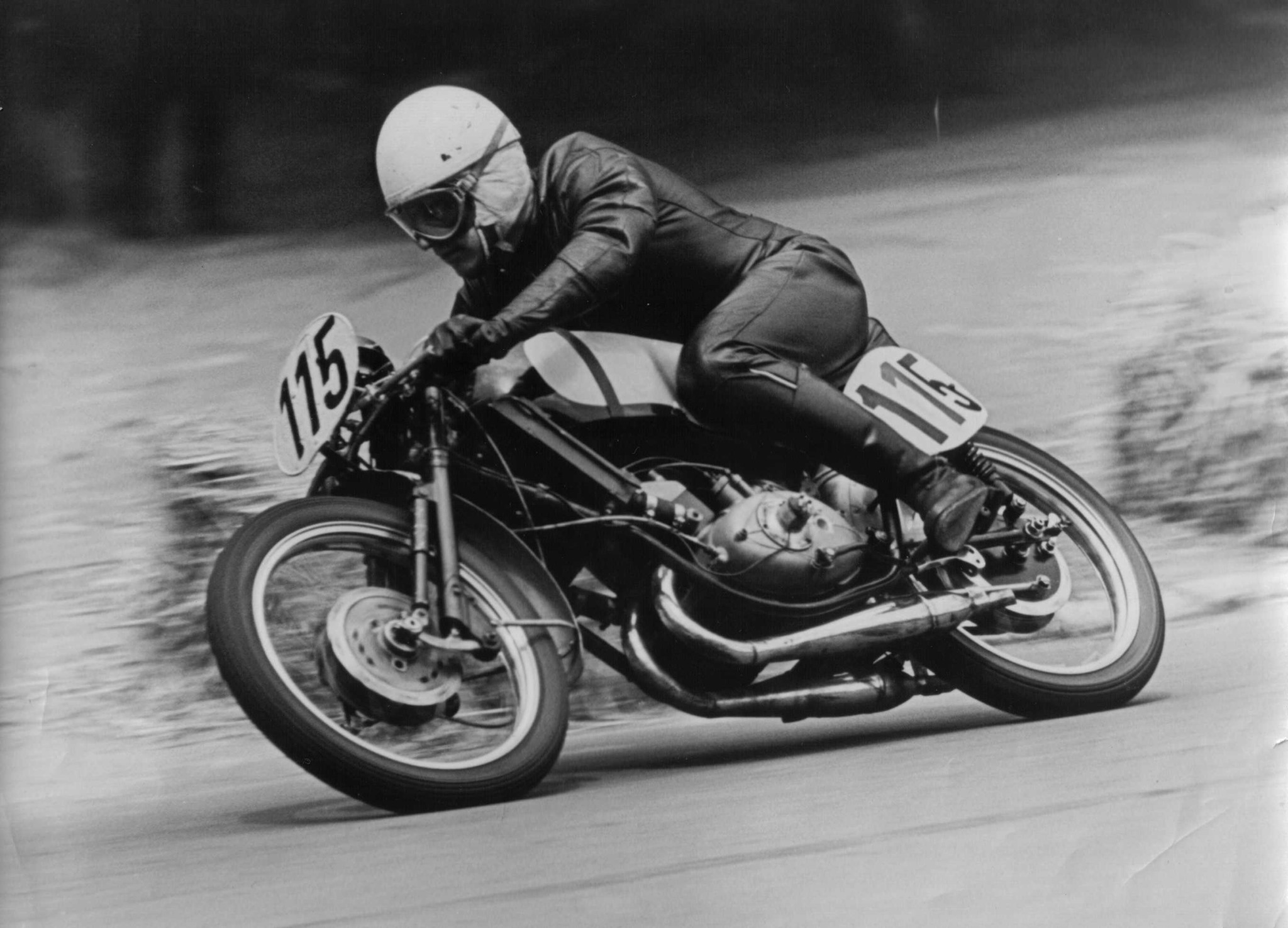
Dieter Falk

- 03. Juni: Fernando Lima Bello, portugiesischer Segler und Sportfunktionär (* 1931)
- 04. Juni: Wolfgang Strödter, deutscher Hockeyspieler (* 1948)
- 05. Juni: Dieter Falk, deutscher Motorradrennfahrer (* 1930)
- 07. Juni: Gertrud Herrbruck, deutsche Schwimmerin (* 1926)
- 07. Juni: Norbert Thines, deutscher Fußballfunktionär (* 1940)
- 07. Juni: Yu Sang-cheol, südkoreanischer Fußballspieler und -trainer (* 1971)
- 09. Juni: Walentina Sidorowa, sowjetische Fechterin (* 1954)
- 10. Juni: Fred Hesse, deutscher Fußballspieler (* 1942)
- 11. Juni: Paola Cacchi, italienische Leichtathletin (* 1945)
- 11. Juni: Mudcat Grant, US-amerikanischer Baseballspieler (* 1935)
- 12. Juni: Ihar Schaljasouski, belarussischer Eisschnellläufer (* 1963)
- 12. Juni: Anatolij Tschukanow, ukrainischer Radrennfahrer (* 1954)
- 14. Juni: Markis Kido, indonesischer Badmintonspieler (* 1984)
- 14. Juni: Adam Smelczyński, polnischer Sportschütze (* 1930)
- 18. Juni: Jeannette Altwegg, britische Eiskunstläuferin (* 1930)
- 18. Juni: Giampiero Boniperti, italienischer Fußballspieler und -funktionär (* 1928)
- 20. Juni: Peter Elstner, österreichischer Sportjournalist (* 1940)
- 20. Juni: Peter Rock, deutscher Fußballspieler (* 1941)
- 21. Juni: Masatomi Ikeda, japanischer Aikidōlehrer (* 1940)  Masatomi Ikeda

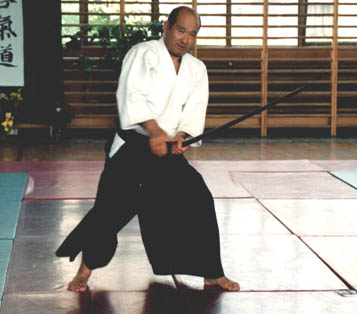
Masatomi Ikeda

- 23. Juni: Darius Young, US-amerikanischer Sportschütze (* 1938)
- 24. Juni: Ludwig Müller, deutscher Fußballspieler (* 1941)
- 25. Juni: Jack Ingram, US-amerikanischer Automobilrennfahrer (* 1936)
- 26. Juni: Abdalelah Haroun, katarischer Leichtathlet (* 1997)
- 28. Juni: Vera Nikolić, jugoslawische Leichtathletin (* 1948)
- 28. Juni: Sergio Víctor Palma, argentinischer Boxer (* 1956)
- 30. Juni: Janet Moreau, US-amerikanische Leichtathletin (* 1927)

### Juli

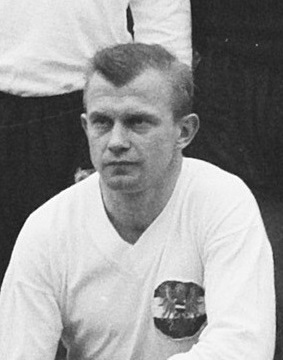
Erich Hasenkopf (1964)

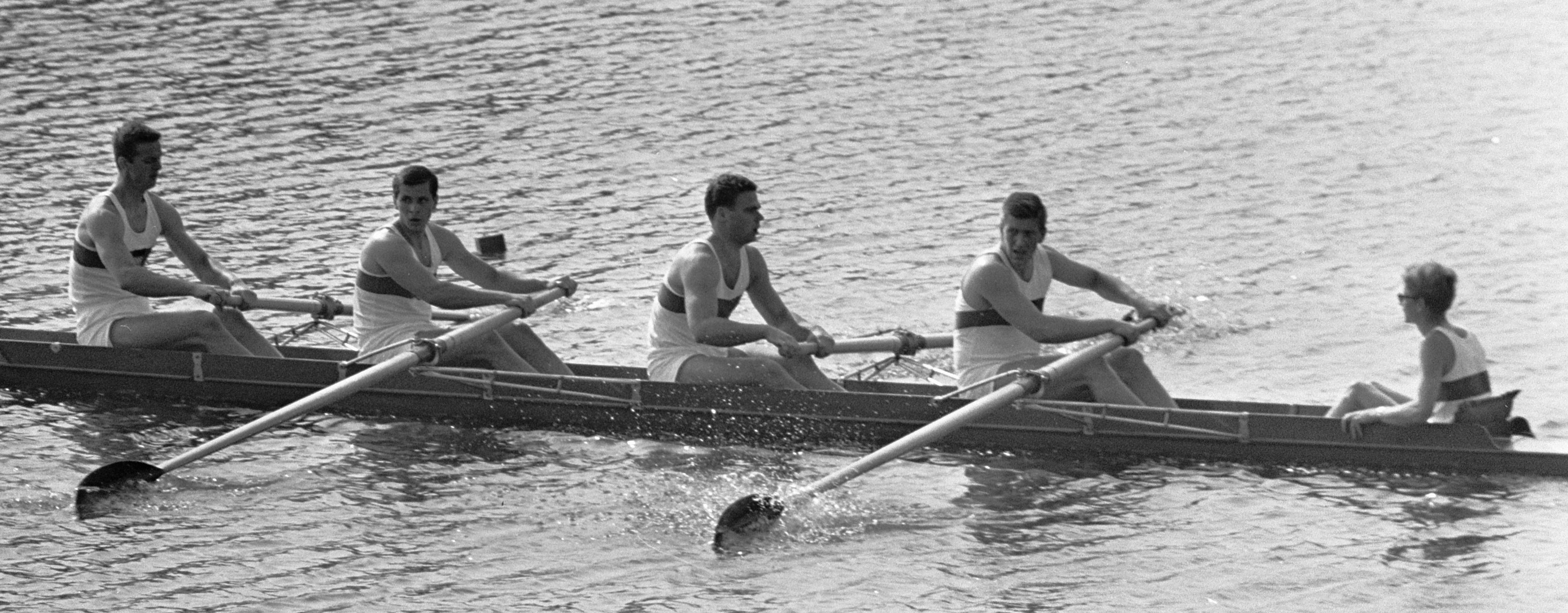
Peter Neusel (1964, 2.v.r.)

- 03. Juli: Waldemar Mühlbächer, deutscher Fußballspieler (* 1937)
- 03. Juli: Ted Nash, US-amerikanischer Ruderer (* 1932)
- 04. Juli: Hans-Jürgen Ripp, deutscher Fußballspieler (* 1946)
- 05. Juli: Gillian Sheen, britische Fechterin (* 1928)
- 07. Juli: Keshav Dutt, indischer Hockeyspieler (* 1925)
- 07. Juli: Erich Hasenkopf, österreichischer Fußballspieler (* 1935)
- 07. Juli: Carlos Reutemann, argentinischer Automobilrennfahrer (* 1942)
- 07. Juli: Nelly Sauter, Schweizer Fußballspielerin (* 1959)
- 08. Juli: Bryan Watson, kanadischer Eishockeyspieler und -trainer (* 1942)
- 09. Juli: Gian Franco Kasper, Schweizer Sportfunktionär (* 1944)
- 09. Juli: Hubert Kulmer, österreichischer Fußballspieler und -trainer (* 1953)
- 09. Juli: Paul Mariner, englischer Fußballspieler und -trainer (* 1953)
- 12. Juli: Paul Orndorff, US-amerikanischer Wrestler (* 1949)
- 13. Juli: Shirley Fry, US-amerikanische Tennisspielerin (* 1927)
- 15. Juli: Andy Fordham, englischer Dartspieler (* 1962)
- 20. Juli: Tuomo Ylipulli, finnischer Skispringer (* 1965)
- 22. Juli: Jean-Pierre Jaussaud, französischer Automobilrennfahrer (* 1937)
- 22. Juli: Peter Neusel, deutscher Ruderer (* 1941)
- 26. Juli: George De Peana, guyanischer Leichtathlet (* 1936)
- 26. Juli: Ivan Toplak, jugoslawischer Fußballspieler und -trainer (* 1931)
- 28. Juli: István Csom, ungarischer Schachspieler und -schiedsrichter (* 1940)
- 31. Juli: Terry Cooper, englischer Fußballspieler und -trainer (* 1944)

### August
- 01. August: Armin Lemme, deutscher Leichtathlet (* 1955)
- 02. August: Elfriede Preibisch, deutsche Leichtathletin (* 1926)
- 08. August: Bobby Bowden, US-amerikanischer American-Football-Trainer (* 1929)
- 08. August: Stefan Kapłaniak, polnischer Kanute (* 1933)
- 08. August: Cesare Salvadori, italienischer Säbelfechter (* 1941)
- 09. August: Olivia Podmore, neuseeländische Bahnradsportlerin (* 1997)

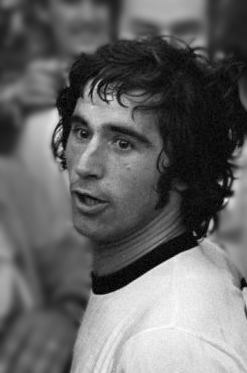
Gerd Müller (1974)

- 12. August: Haydée Coloso, philippinische Schwimmerin (* 1937)
- 12. August: Dominic DeNucci, US-amerikanischer Wrestler (* 1931)
- 12. August: Karl-Friedrich Haas, deutscher Leichtathlet (* 1931)
- 15. August: Gerd Müller, deutscher Fußballspieler (* 1945)
- 16. August: Wolodymyr Holubnytschyj, sowjetischer Leichtathlet (* 1936)
- 18. August: Jewgeni Sweschnikow, russisch-lettischer Schachspieler (* 1950)
- 20. August: Werner Damm, deutscher Sportreporter (* 1951)
- 21. August: Werner Hettich, deutscher Ringer (* 1946)
- 22. August: Rod Gilbert, kanadischer Eishockeyspieler und -trainer (* 1941)
- 24. August: Kyle Anderson, australischer Dartspieler (* 1987)
- 24. August: O. Chandrasekhar, indischer Fußballspieler (* 1936)
- 24. August: Jan Suchý, tschechoslowakischer Eishockeyspieler (* 1944)
- 24. August: Wilfried Van Moer, belgischer Fußballspieler (* 1945)
- 25. August: Ted Dexter, englischer Cricketspieler und -administrator (* 1935)
- 26. August: Wladimir Schadrin, sowjetischer Eishockeyspieler und -trainer (* 1948)
- 27. August: Wolf-Dieter Poschmann, deutscher Sportmoderator (* 1951)
- 29. August: Jacques Rogge, belgischer Sportfunktionär und Chirurg (* 1942)
- 31. August: Přemysl Krbec, tschechischer Turner (* 1940)
- 31. August: Francesco Morini, italienischer Fußballspieler (* 1944)

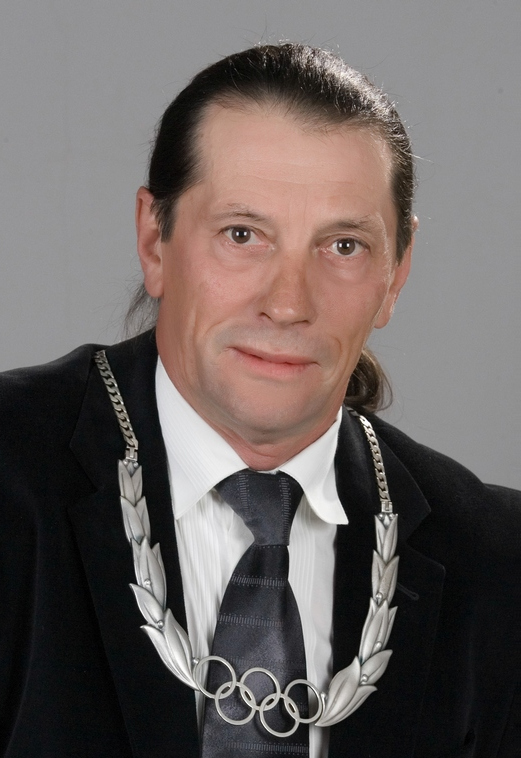
Ivan Patzaichin (1990)

### September

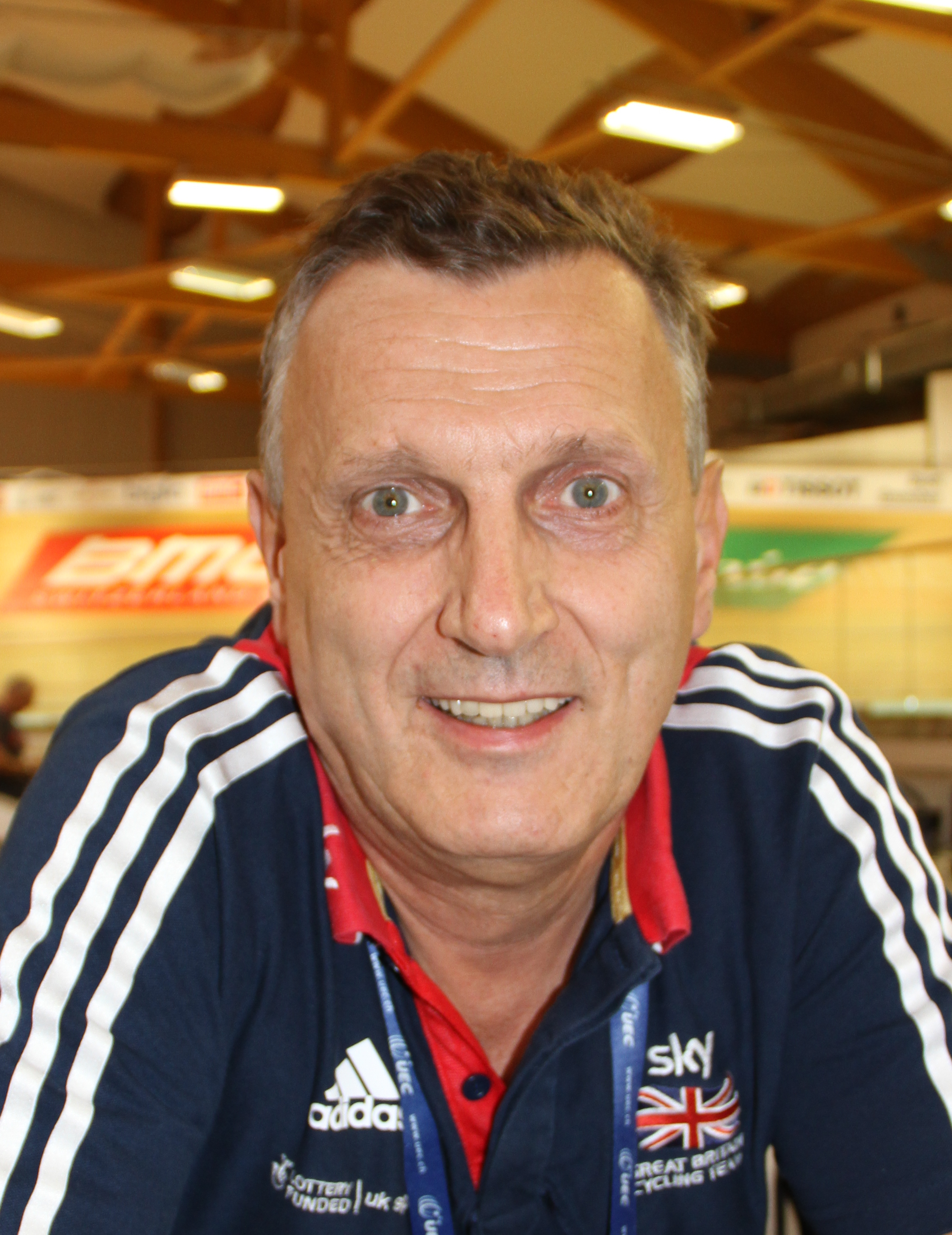
Heiko Salzwedel (2015)

- 01. September: Jürgen Ciezki, deutscher Gewichtheber (* 1952)
- 02. September: Aydın İbrahimov, sowjetischer Ringer (* 1938)
- 05. September: Ivan Patzaichin, rumänischer Kanute (* 1949)
- 07. September: Jahangir Butt, pakistanischer Hockeyspieler (* 1943)
- 07. September: Aldo Pastega, Schweizer Fußballspieler (* 1933)
- 08. September: Guido Caroli, italienischer Eisschnellläufer (* 1927)
- 08. September: Gérard Farison, französischer Fußballspieler (* 1944)
- 08. September: Dietmar Lorenz, deutscher Judoka (* 1950)
- 09. September: Danilo Popivoda, jugoslawischer Fußballspieler (* 1947)
- 10. September: Jack Egers, kanadischer Eishockeyspieler (* 1949)
- 11. September: Tommy Robb, nordirischer Motorradrennfahrer (* 1937)
- 12. September: Gunnar Utterberg, schwedischer Kanute (* 1942)
- 13. September: Fred Stanfield, kanadischer Eishockeyspieler und -trainer (* 1944)
- 14. September: Ladislav Lubina, tschechischer Eishockeyspieler und -trainer (* 1967)
- 14. September: Jurij Sjedych, sowjetischer bzw. ukrainischer Leichtathlet (* 1955)
- 16. September: Dušan Ivković, jugoslawischer bzw. serbischer Basketballspieler und -trainer (* 1943)
- 16. September: David Sweeney, kanadischer Regattasegler (* 1960)
- 19. September: Jimmy Greaves, englischer Fußballspieler (* 1940)
- 20. September: Jan Jindra, tschechoslowakischer Ruderer (* 1932)
- 21. September: Romano Fogli, italienischer Fußballspieler (* 1938)
- 21. September: Günter Wienhold, deutscher Fußballspieler (* 1948)
- 22. September: Orlando Martínez, kubanischer Boxer (* 1944)
- 25. September: Dean Berta Viñales, spanischer Motorradrennfahrer (* 2006)
- 25. September: Gerhard Weidner, deutscher Leichtathlet (* 1933)
- 27. September: Roger Hunt, britischer Fußballspieler (* 1938)
- 29. September: Lee McNeill, US-amerikanischer Leichtathlet (* 1964)
- 29. September: Heiko Salzwedel, deutscher Radsporttrainer (* 1957)
- 30. September: José Pérez Francés, spanischer Radrennfahrer (* 1936)

### Oktober
- 03. Oktober: Wolfgang Strohband, deutscher Radsportmanager (* 1938)
- 04. Oktober: Sergei Danilin, sowjetischer Rennrodler (* 1960)
- 04. Oktober: Budge Patty, US-amerikanischer Tennisspieler (* 1924)  Budge Patty (1958)

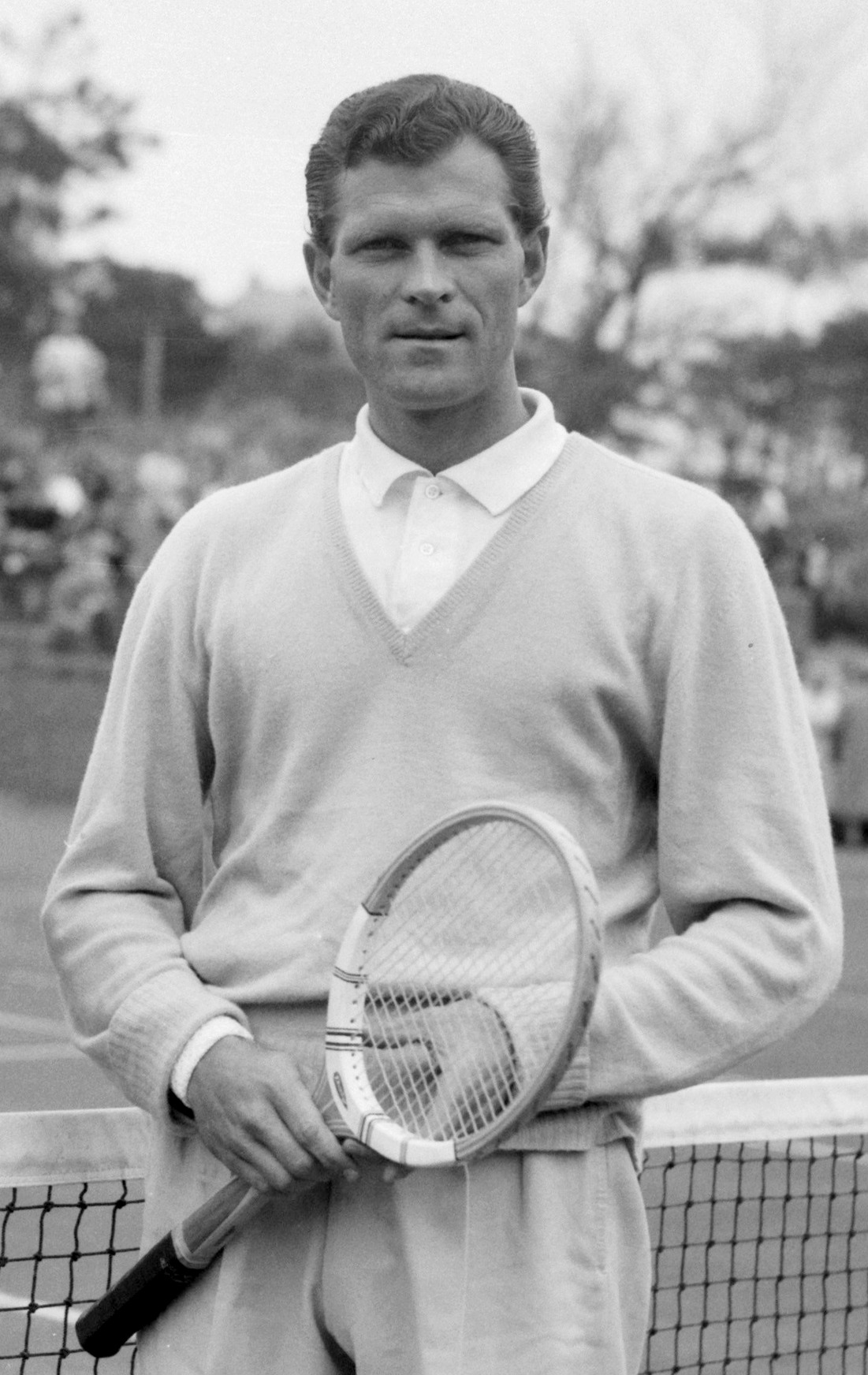
Budge Patty (1958)

- 05. Oktober: Jerry Shipp, US-amerikanischer Basketballspieler (* 1935)
- 09. Oktober: Richard Albrecht, deutscher Fußballspieler (* 1936)
- 10. Oktober: Winfried Aufenanger, deutscher Leichtathletiktrainer (* 1947)
- 10. Oktober: Toshirō Daigo, japanischer Judoka und Judotrainer (* 1926)
- 11. Oktober: Tony DeMarco, US-amerikanischer Boxer (* 1932)
- 12. Oktober: Dragutin Čermak, jugoslawischer Basketballspieler (* 1944)
- 15. Oktober: Reinhold Roth, deutscher Motorradrennfahrer (* 1953)
- 16. Oktober: Leo Boivin, kanadischer Eishockeyspieler und -trainer (* 1932)
- 17. Oktober: Nina Grusinzewa, sowjetische Kanutin (* 1934)
- 21. Oktober: Alex Kraskewitz, deutscher Fußballspieler (* 1936)
- 21. Oktober: Branimir Volfer, jugoslawisch-deutscher Basketballtrainer (* 1924)
- 22. Oktober: Wjatscheslaw Wedenin, sowjetischer Skilangläufer (* 1941)
- 24. Oktober: Werner Sonntag, deutscher Journalist, Buchautor und Langstreckenläufer (* 1926)
- 26. Oktober: Tiemen Groen, niederländischer Radrennfahrer (* 1946)
- 27. Oktober: Bernd Nickel, deutscher Fußballspieler (* 1949)
- 27. Oktober: Paul Smart, britischer Motorradrennfahrer (* 1943)
- 30. Oktober: Pepi Bader, deutscher Bobsportler (* 1941)
- 30. Oktober: Holger Obermann, deutscher Fußballtorhüter und Fernsehreporter (* 1936)

### November

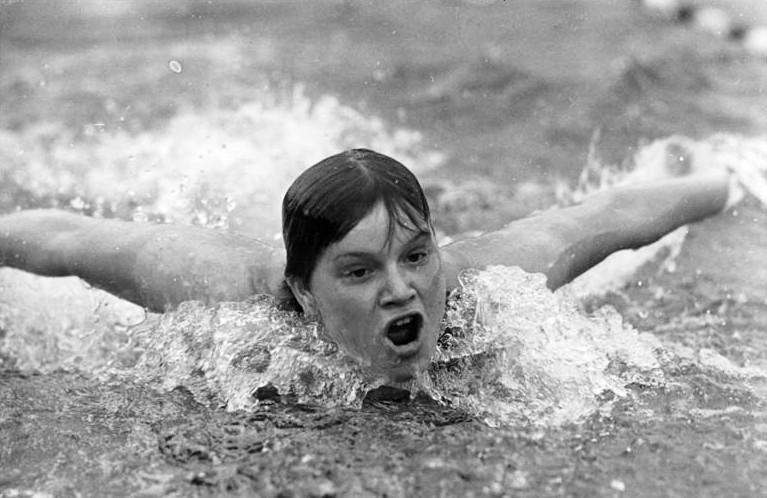
Helga Lindner (1968)

- 02. November: Wiktor Putjatin, sowjetischer Fechter (* 1941)
- 03. November: François Blank, Schweizer Eishockeyspieler (* 1930)
- 03. November: Hermann Haverkamp, deutscher Wasserballspieler (* 1942)
- 03. November: Helga Lindner, deutsche Schwimmerin (* 1951)
- 03. November: Boris Sádecký, slowakischer Eishockeyspieler (* 1997)
- 04. November: Jörg Neubauer, deutscher Spielerberater (* 1962)
- 04. November: Roger Zatkoff, US-amerikanischer American-Football-Spieler (* 1931)
- 06. November: Shawn Rhoden, jamaikanisch-US-amerikanischer Bodybuilder (* 1975)
- 06. November: Martin Wilke, deutscher Fußballtrainer (* 1926)
- 07. November: Igor Jurjewitsch Nikulin, russischer Leichtathlet (* 1960)
- 07. November: Jim Poole, US-amerikanischer Badmintonspieler und Schiedsrichter im American Football (* 1932)
- 08. November: Rinus Bennaars, niederländischer Fußballspieler (* 1931)
- 08. November: Medina Dixon, US-amerikanische Basketballspielerin (* 1962)

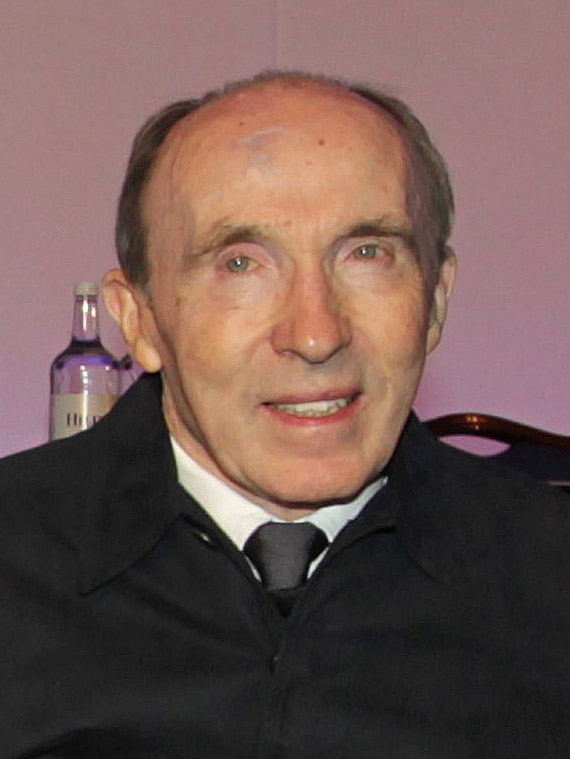
Frank Williams (2011)

- 11. November: Carl von Essen, schwedischer Fechter (* 1940)
- 12. November: Lothar Claesges, deutscher Radrennfahrer (* 1942)
- 12. November: Ron Flowers, englischer Fußballspieler und -trainer (* 1934)
- 12. November: Paul Gludovatz, österreichischer Fußballtrainer (* 1946)
- 13. November: Sam Huff, US-amerikanischer American-Football-Spieler (* 1934)
- 14. November: Rašid Šemsedinović, jugoslawischer Eishockeyspieler (* 1941)
- 14. November: Marek Vokáč, tschechischer Schachspieler (* 1958)
- 21. November: Verawaty Wiharjo, indonesische Badmintonspielerin (* 1957)
- 22. November: Hilda Múdra, tschechoslowakische Eiskunstlauftrainerin (* 1926)
- 26. November: Alexander Timoschinin, sowjetischer Ruderer (* 1948)
- 27. November: Curley Culp, US-amerikanischer American-Football-Spieler (* 1946)
- 27. November: Matti Keinonen, finnischer Eishockeyspieler und -trainer (* 1941)
- 28. November: Frank Williams, britischer Unternehmer und ehemaliger Formel-1-Teamchef (* 1942)
- 29. November: C.J. Hunter, US-amerikanischer Kugelstoßer (* 1968)
- 30. November: Ray Kennedy (70), englischer Fußballspieler (* 1951)
- 30. November: Jonathan Penrose, englischer Schachspieler (* 1933)
- 30. November: Erwin Wilczek (81), polnischer Fußballspieler (* 1940)

### Dezember

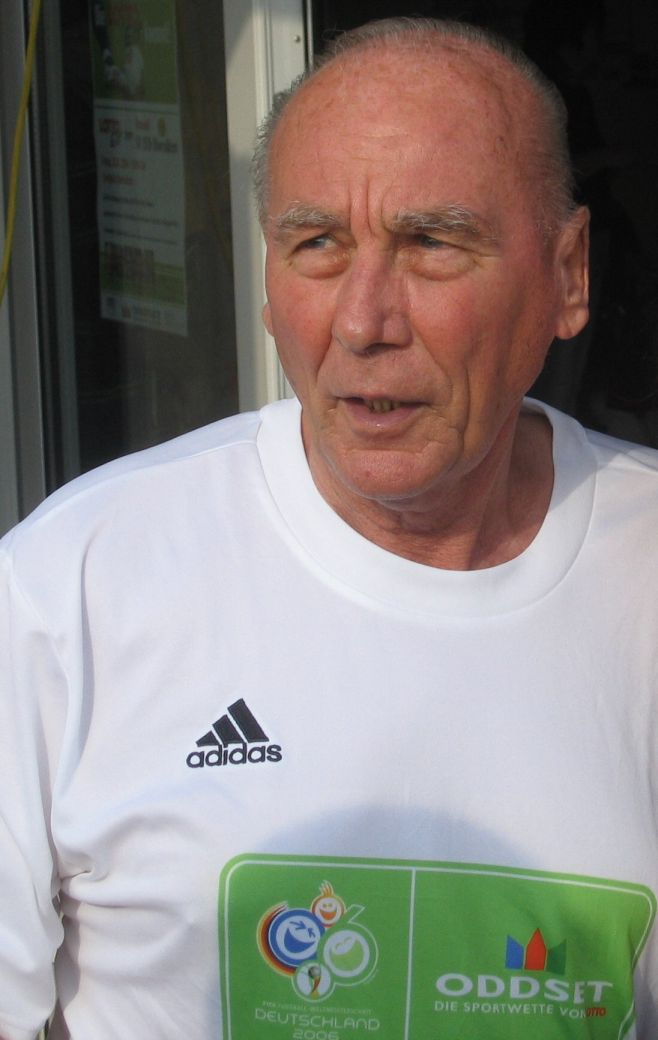
Horst Eckel (2005)

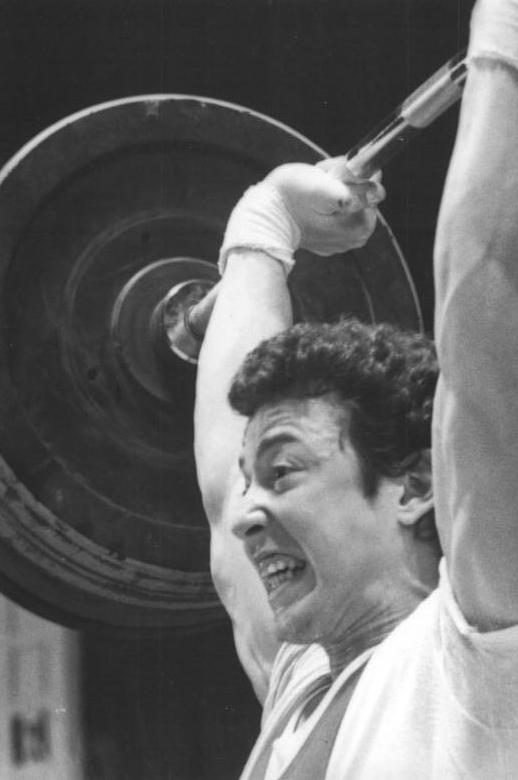
Andreas Behm (1985)

- 02. Dezember: Darlene Hard, US-amerikanische Tennisspielerin (* 1936)
- 02. Dezember: Lothar Heil, deutscher Turner (* 1928)
- 02. Dezember: Alex Orban, US-amerikanischer Fechter (* 1939)
- 03. Dezember: Lamine Diack, senegalesischer Sportfunktionär (* 1933)
- 03. Dezember: Horst Eckel, deutscher Fußballspieler (* 1932)
- 03. Dezember: Claude Humphrey, US-amerikanischer American-Football-Spieler (* 1944)
- 05. Dezember: Wolfgang Troßbach, deutscher Hürdenläufer und Fußballtrainer (* 1927)
- 06. Dezember: Emma Gaptschenko, sowjetische Bogenschützin (* 1938)
- 08. Dezember: Gerd Falkner, deutscher Sportwissenschaftler und -historiker (* 1950)
- 08. Dezember: Lars Høgh, dänischer Fußballtorwart und -trainer (* 1959)
- 08. Dezember: Rémy Pochauvin, französischer Autorennfahrer (* 1961)
- 08. Dezember: Andrzej Zieliński, polnischer Sprinter (* 1936)
- 08. Dezember: Jacques Zimako, französischer Fußballspieler (* 1951)
- 09. Dezember: Julie Brougham, neuseeländische Dressurreiterin (* 1954)
- 09. Dezember: Demaryius Thomas, US-amerikanischer American-Football-Spieler (* 1987)
- 09. Dezember: Al Unser, US-amerikanischer Automobilrennfahrer (* 1939)
- 11. Dezember: Manuel Santana, spanischer Tennisspieler (* 1938)
- 12. Dezember: Juri Scharow, sowjetischer Fechter (* 1939)
- 15. Dezember: Ernst Fivian, Schweizer Kunstturner (* 1931)
- 15. Dezember: Hans Küppers, deutscher Fußballspieler (* 1938)
- 15. Dezember: Frédéric Sinistra, belgischer Kickboxer (* 1981)
- 16. Dezember: Yves Dreyfus, französischer Fechter (* 1931)
- 16. Dezember: Marcel Mathier, Schweizer Fußballfunktionär (* 1936)
- 19. Dezember: Carie Graves, US-amerikanische Ruderin (* 1953)
- 21. Dezember: Eberhard Mahle, deutscher Automobilrennfahrer (* 1933)
- 23. Dezember: Mike Daski, kanadischer Eishockeyspieler und -trainer (* 1929)
- 23. Dezember: Chris Dickerson, US-amerikanischer Bodybuilder (* 1939)
- 24. Dezember: Willibert Kremer, deutscher Fußballspieler und -trainer (* 1939)
- 24. Dezember: José Villegas, mexikanischer Fußballspieler (* 1934)
- 25. Dezember: Ralph Warburton, US-amerikanischer Eishockeyspieler (* 1924)
- 26. Dezember: Dorval Rodrigues, brasilianischer Fußballspieler (* 1935)
- 27. Dezember: Andreas Behm, deutscher Gewichtheber (* 1962)
- 28. Dezember: John Madden, US-amerikanischer American-Football-Spieler, -Trainer und -Kommentator (* 1936)
- 29. Dezember: Antoine Bonifaci, französischer Fußballspieler (* 1931)
- 29. Dezember: Hubert Luttenberger, deutscher Motorradrennfahrer (* 1926)
- 30. Dezember: Ronald Jones, britischer Sprinter und Fußballfunktionär (* 1934)
- 30. Dezember: Sam Jones, US-amerikanischer Basketballspieler (* 1933)